# Theodor Ebert (Philosoph)
Theodor Ebert (* 28. Januar 1939 in Telgte) ist ein deutscher Philosoph.

## Leben
Theodor Ebert wurde 1939 als erstes von vier Kindern der Eheleute Anna und August Ebert geboren. Er besuchte bis zur Hochschulreife das altsprachliche Gymnasium und Internat Collegium Augustinianum Gaesdonck bei Goch/Niederrhein und studierte an den Universitäten Münster und Heidelberg sowie ein Semester an der Sorbonne in Paris. 1967 wurde er bei Hans-Georg Gadamer und Ernst Tugendhat in Heidelberg promoviert. Anschließend studierte er ein Jahr an der Universität Oxford mit den Schwerpunkten antike Philosophie und analytische Philosophie. Nach einer editorischen Tätigkeit am Hegel-Archiv in Bonn und Bochum trat er 1972 eine Assistentenstelle an der Universität Erlangen an, wo er sich 1976 habilitierte und 1980 eine C2-Professur, 1999 eine C3-Professur für Philosophie erhielt. Im akademischen Jahr 1977/78 war Ebert als Visiting Fellow am University College London tätig. Seit April 2004 ist er im Ruhestand.
Von 1981 bis 1984 war Ebert als Vertreter der Grünen Liste im Stadtrat von Erlangen. Noch während seiner Tätigkeit im Stadtrat gründete Ebert mit gleichgesinnten Freunden die Aktion Bürgerentscheid, die sich die Einführung von Bürgerbegehren und Bürgerentscheid in Bayern auf dem Wege eines Volksbegehrens/Volksentscheids zum Ziel setzte. Die Aktion Bürgerentscheid warb in den ersten Jahren ihres Bestehens vor allem um die Unterstützung weiterer bayerischer Verbände: Gewerkschaften, kirchliche Jugendorganisationen, Naturschutzverbände und Parteien. Nach ihrem Zusammenschluss mit der „Initiative Demokratie Entwickeln (IDEE)“ zur Aktion „Mehr Demokratie in Bayern“ gelang dann im Jahre 1995 die Einführung des Bürgerentscheids auf dem Weg eines Volksbegehrens/Volksentscheides.
An der Universität Erlangen-Nürnberg setzte sich Ebert in den 1990er Jahren u. a. dafür ein, dass dem früheren SS-Mann Hans Ernst Schneider, der nach dem Zweiten Weltkrieg seinen Namen zu Hans Schwerte geändert hatte und mit dieser falschen Identität in Erlangen promoviert wurde und anschließend eine akademische Karriere machen konnte, der von der Erlanger Universität erteilte Doktorgrad wieder aberkannt wurde.
Seit 2007 engagiert Ebert sich u. a. gegen die Besetzung von Konkordatslehrstühlen.
Ebert ist Mitglied mehrerer wissenschaftlicher Gesellschaften: Der Allgemeinen Gesellschaft für Philosophie in Deutschland, der Gesellschaft für Analytische Philosophie (GAP) sowie der Gesellschaft für antike Philosophie (Ganph). Er gehört überdies dem Beirat der Giordano-Bruno-Stiftung sowie deren Ethik-Kommission an. Ebert ist darüber hinaus seit 2003 in der Bürgerrechtsorganisation Humanistische Union aktiv und gehört seit 1980 dem Bund für Geistesfreiheit Erlangen an.

## Werk
Ebert arbeitet wissenschaftlich vorwiegend auf den Gebieten der Philosophie der Antike und der europäischen Aufklärung, der Analytischen Philosophie, der Handlungs- sowie der Erkenntnistheorie und der Argumentationstheorie. In seinen Arbeiten zu Platon vertrat er u. a. die Auffassung, dass Platon, entgegen der allgemeinen Meinung, die ihm zugeschriebene Lehre einer Wiedererinnerung vorgeburtlichen Wissens nicht vertreten habe, sondern hier nur, der jeweiligen Situation eines Dialoges entsprechend, Material aus der pythagoreischen Überlieferung zitiert.
Daneben hat Ebert insbesondere zur Geschichte der Logik in der Antike gearbeitet. Sein Werk Dialektiker und frühe Stoiker bei Sextus Empiricus. Untersuchungen zur Entstehung der Aussagenlogik (Vandenhoeck & Ruprecht, Göttingen 1991) gilt dem Nachweis, dass ein bedeutender Teil der Zeugnisse, die im Werk des Sextus Empiricus stoischen Logikern zugeschrieben wurden, nicht den Stoikern gehört, sondern einer Schule, die unter dem Namen der „Dialektiker“ bekannt war. Zu ihren Hauptvertretern gehören Diodoros Kronos und Philon von Megara. Ebert kann dabei an einen wichtigen Aufsatz von David Sedley anknüpfen. Sedley hatte nachgewiesen, dass Diodoros Kronos nicht zur Schule der Megariker gehört, sondern eben zu den Dialektikern, die als eigene Schule gesehen wurden. Den Nachweisen von Sedley stellt Ebert nun noch die Zeugnisse bei Sextus Empiricus an die Seite, die von den Dialektikern handeln. Kritikern, die die Existenz einer Dialektischen Schule in Zweifel zogen, hat Ebert in einem Beitrag In Defence of the Dialectical School geantwortet.
In seinen Studien zur Logik des Aristoteles konnte Ebert u. a. nachweisen, dass sich das Fehlen einer eigenen vierten syllogistischen Figur bei Aristoteles in der Weise plausibel erklären lässt, dass die von Aristoteles gewählte Behandlungsweise der Syllogismen der traditionellen vierten Figur als Modi der ersten Figur mit umgestellten Termini in der Konklusion die Auffindung widerlegender Schlussbeispiele für die ungültigen Modi ungemein erleichtert: Das von Aristoteles gewählte Verfahren der Widerlegung ungültiger Modi der ersten Figur liefert immer auch widerlegende Beispiele für die ungültigen Modi der traditionellen vierten Figur, soweit diese eine a-, e- oder i-Konklusion haben.
Zusammen mit Ulrich Nortmann hat Ebert in der Reihe der von der Mainzer Akademie der Wissenschaften herausgegebenen kommentierten Übersetzungen der Werke des Aristoteles den Band zu den Analytica Priora Buch I verfasst.
Eberts Monographie Der rätselhafte Tod des René Descartes (2009) ist eine biographisch-philosophiehistorische Untersuchung über den Tod des französischen Philosophen René Descartes. In diesem Buch rekonstruierte Ebert aufgrund neu erschlossener bzw. neu interpretierter Dokumente und einer Gesamtsicht aller verfügbaren Quellen die Umstände, unter denen René Descartes im Februar 1650 am Hof der schwedischen Königin Christina lebte und starb. Ebert präsentiert als den Täter eines Giftmordes François Viogué, einen Angehörigen des Ordens der Augustiner-Eremiten, der wie Descartes im Hause des französischen Botschafters Chanut wohnte. Viogué war „apostolischer Missionar“ des Papstes Innozenz X. für die nordischen Länder und hatte – so Ebert – ein Motiv: er befürchtete, Descartes könnte die bevorstehende Konversion der Königin zum Katholizismus (die tatsächlich, allerdings nach Thronverzicht, 1654 erfolgte) gefährden; Viogué hatte der römischen Kongregation De propaganda fide bereits im Juni 1648 berichtet, dass die schwedische Königin, „falls für sie überhaupt eine andere Religion in Frage komme, nur die katholische wählen wird.“; überdies verfügte Viogué über Möglichkeit und Mittel: Arsenik, das er beim Spenden der Kommunion mit der Hostie verabreichen konnte. Im Ergebnis bezeichnet Ebert es als „in hohem Maße wahrscheinlich, dass Descartes durch den Giftmord eines katholischen Priesters zu Tode gekommen ist.“ Eine französische Übersetzung dieses Buches ist 2011 in Paris erschienen. Mit zwei französischen Kritikern seiner Untersuchung (René Verdon, Victor Carraud) hat Ebert sich auf der Website der Zeitschrift Revue du dix-septième siècle auseinandergesetzt.
Eberts letzte monographische Veröffentlichungen galten dem platonischen Dialog Menon. Sein Kommentar plus Übersetzung aus dem Jahre 2018 (Platon, Menon) erschien bei de Gruyter, Berlin, in der Reihe Quellen und Studien zur Philosophie; eine kleinere Ausgabe mit einem griechischen Text wurde im folgenden Jahr, ebenfalls bei de Gruyter, in der Tusculum Reihe publiziert.

## Schriften (Auswahl)
- Meinung und Wissen in der Philosophie Platons: Untersuchungen zu „Charmides“, „Menon“ und „Staat“. de Gruyter, Berlin/New York 1974, ISBN 3-11-004787-X
- Dialektiker und frühe Stoiker bei Sextus Empiricus. Untersuchungen zur Entstehung der Aussagenlogik. Göttingen: Vandenhoeck und Ruprecht 1991. ISBN 3-525-25194-7
- Erlanger Literaturführer Philosophie. Bibliographische Hinweise für das Studium der Philosophie an der Universität Erlangen-Nürnberg. 2. Auflage, Erlangen 2002
- Sokrates als Pythagoreer und die Anamnesis in Platons Phaidon. Steiner, Stuttgart 1994, ISBN 3-515-06652-7
- Gesammelte Aufsätze, 2 Bände, mentis, Paderborn 2004, Band I: Zur Philosophie des Aristoteles. ISBN 3-89785-387-6, Band II: Zur Philosophie und ihrer Geschichte. ISBN 3-89785-388-4
- Platon, Phaidon. Übersetzung und Kommentar von Theodor Ebert (= Platon: Werke. Übersetzung und Kommentar, hrsg. v. Ernst Heitsch u. a., I 4), Vandenhoeck und Ruprecht, Göttingen 2004, ISBN 3-525-30403-X
- Aristoteles: Analytica Priora. Buch I. übersetzt und erläutert von Theodor Ebert und Ulrich Nortmann, Akademie Verlag, Berlin 2007, ISBN 978-3-05-004427-9
- Ernst-Wolfgang Böckenförde – Ein Mann und sein Dictum. Von einem, der auszog, justizpolitisch Karriere zu machen. In: Aufklärung und Kritik 2, 2010, 81–99
- Der rätselhafte Tod des René Descartes. Alibri, Aschaffenburg 2009, ISBN 978-3-86569-048-7
- L'énigme de la mort de Descartes. Hermann, Paris 2011, ISBN 978-2-7056-8166-1
- Platon: Menon. Übersetzung und Kommentar. de Gruyter, Berlin 2018, ISBN 978-3-11-057752-5
- Platon: Menon. Griechisch-deutsch, herausgegeben und übersetzt. de Gruyter, Berlin 2019, ISBN 978-3-11-062011-5